# Alexander Kamp
Alexander Kamp Egested (Kopenhagen, 14 december 1993) is een Deens wielrenner die sinds 2025 rijdt voor Intermarché-Wanty.

## Overwinningen
2009
 Wegwedstrijd op het Europees Jeugd Olympisch Festival
2010
3e etappe Luik-La Gleize
2011
3e etappe Driedaagse van Axel
Eindklassement Driedaagse van Axel
1e etappe Luik-La Gleize
Eindklassement Luik-La Gleize
2013
Grand Prix de la ville de Nogent-sur-Oise
2015
Skive-Løbet
 Deens kampioen op de weg, beloften
GP Horsens
2016
GP Horsens
 Deens kampioen op de weg, elite
2017
3e etappe Ronde van Rhodos
4e etappe Ronde van Loir-et-Cher
Eind- en puntenklassement Ronde van Loir-et-Cher
2018
Sundvolden GP
5e etappe Ronde van Noorwegen
Lillehammer GP
2019
Puntenklassement Internationale Wielerweek
2e etappe Circuit des Ardennes
Eindklassement Circuit des Ardennes
3e etappe Ronde van Yorkshire
2022
 Deens kampioen op de weg, elite
2023
Eindklassement Région Pays de la Loire Tour

## Resultaten in voornaamste wedstrijden
| Jaar | Ronde van Italië | Ronde van Frankrijk | Ronde van Spanje |
| ---- | ---------------- | ------------------- | ---------------- |
| 2020 |                  |                     | opgave           |
| 2021 |                  |                     |                  |
| 2022 |                  |                     |                  |
| 2023 |                  |                     |                  |
| 2024 | 110e             |                     |                  |
| 2025 |                  |                     |                  |

| Jaar | Milaan-San Remo | Amstel Gold Race | Luik-Bast.‑Luik | Waalse Pijl |  | WK op de weg |
| ---- | --------------- | ---------------- | --------------- | ----------- |  | ------------ |
| 2020 |                 |                  | 63e             | 118e        |  |              |
| 2021 |                 | opgave           | 39e             | 89e         |  |              |
| 2022 |                 | 5e               |                 | opgave      |  | 57e          |
| 2023 |                 | 9e               |                 |             |  |              |
| 2024 | 161e            | 27e              |                 |             |  |              |
| 2025 |                 | 18e              | opgave          | opgave      |  |              |

## Ploegen
- 2012 –  Christina Watches-Onfone
- 2013 –  Team Cult Energy
- 2014 –  Christina Watches-Kuma
- 2015 –  Team ColoQuick
- 2016 –  Stölting Service Group
- 2017 –  Team Virtu Cycling[1]
- 2018 –  Team Virtu Cycling
- 2019 –  Riwal-Readynez Cycling Team
- 2020 –  Trek-Segafredo
- 2021 –  Trek-Segafredo
- 2022 –  Trek-Segafredo
- 2023 –  Tudor Pro Cycling Team
- 2024 –  Tudor Pro Cycling Team
- 2025 –  Intermarché-Wanty

Andersen · Asgreen · Egholm · Fløtten · Guldhammer · Honoré · Jeppesen · Kamp · Krigbaum · Langballe · Larsen · Schultz · Veyhe
Bernard · Brambilla · Ciccone · Clarke · Conci · De Kort · Eg · Elissonde · Kamp · Kirsch · Liepiņš · López · Mollema · Mosca · Moschetti · Mullen · A. Nibali · V. Nibali · Pedersen  · Porte · Quarterman · Reijnen · Ries · Simmons · Skujiņš · Stuyven · Theuns · Weening (vanaf 5 juni) · Fancellu (stagiair) · Skjelmose Jensen (stagiair) · Tiberi (stagiair)
Bernard · Brambilla · Ciccone · Conci · Eg · Egholm · Elissonde · Gebreigzabhier · Kamp · Kirsch · De Kort  · Liepiņš · López · Mollema · Mosca · Moschetti · Mullen · A. Nibali · V. Nibali · Pedersen · Quarterman · Reijnen · Ries · Simmons · Skjelmose Jensen · Skujiņš · Stuyven · Theuns · Tiberi · Baroncini (stagiair) · Hellemose (stagiair) · Hoole (stagiair)
Aberasturi · Baroncini · Bernard · Brambilla · Brustenga · Cataldo · Ciccone · Egholm · Elissonde · Gallopin · Gebreigzabhier· Hellemose · Hoelgaard · Hoole · Kamp · Kirsch · Liepiņš · López · Mollema · Mosca · Moschetti · Pedersen · Pellaud · Simmons · Skjelmose Jensen · Skujiņš · Stuyven · Theuns · Tiberi · Tolhoek · Vergaerde · Nys (stagiair) · Vacek (stagiair)
Bohli · Brun · Charrin · de Kleijn · J. Eriksson · L. Eriksson · Froidevaux · Heming · Kamp · Kelemen · Kluckers · Kolze Changizi · Pellaud · Pluimers · Reichenbach · Suter · Thalmann · Voisard · Wilksch (vanaf 5/8) · Wirtgen · Zijlaard
Bohli · Brenner · Brun · Charrin · Dainese · de Kleijn · J. Eriksson · L. Eriksson · Froidevaux · Heming · Kamp · Kelemen · Kluckers · Kolze Changizi · Krieger · Mayrhofer · Pellaud · Pluimers · Reichenbach · Rondel (vanaf 20/7) · Storer · Stork · Suter · Thalmann · Trentin · Voisard · Wilksch · Wirtgen · Zijlaard